# Fito Neves
Adolfo José Lima Neves, mais conhecido como Fito Neves (Taubaté, 11 de abril e 1951), é um ex-futebolista e atual treinador brasileiro, que atuava como meia.

## Carreira

### Jogador
Apareceu para o futebol em 1968, ao disputar o Campeonato de Amadores de São Paulo, quando foi chamado para fazer testes no Santos, levado por Zito. Um mês depois, já estava fazendo amistosos no exterior com os juvenis do clube. Na volta, foi convocado para a Seleção Paulista Juvenil de 1969 e, em 1970, foi Campeão Brasileiro da categoria. Ainda em 1970, integrou a Seleção Paulista de Novos que excursionou por dois meses pela África e Europa.
No clube foi companheiro de Pelé no final da década de 60 e começo da década de 70. Sem muito espaço, foi emprestado ao Coritiba em 1972. No ano seguinte, foi emprestado ao Bahia, que adquiriu seu passe posteriormente.
Em 28 de setembro de 1979, marcou o gol da vitória por 1 a 0 sobre o Vitória, na Fonte Nova, quando o clube levantou pela sétima vez consecutiva o Estadual.
Passou ainda pelo América-RN e Figueirense.

### Treinador
Pelo Leônico, foi vice-campeão baiano em 1984.
Em 1986, fez sua primeira passagem pelo Vitória, quando substituiu Carlos Gainete.
Em 1989, comandou o Bandeirante na Divisão Especial do Campeonato Paulista.
Depois de uma boa campanha com a Catuense na Série B do Brasileiro, ficou dois anos na Ferroviária e chegou ao Guarani no início de 1992, onde foi nono lugar no Brasileiro daquele ano.
Comandou o Vitória em 1993, ano em que o rubro-negro foi vice-campeão brasileiro. No ano seguinte, ele sai para dar lugar a João Francisco, mas reassume o clube a partir do 4° jogo do Brasileirão. Ainda em 1994, Fito deu lugar a Geninho. No mesmo ano, dirigiu a Portuguesa no Campeonato Paulista.
Conseguiu o título do Campeonato Pernambucano de 1995 dirigindo o Santa Cruz.
Dirigiu o Bahia no Brasileirão de 1996, até outubro.
Em abril de 1997, iniciou sua segunda passagem pelo Santa Cruz.
Em 1999, dirigiu a Inter de Limeira no Campeonato Paulista.
Em 2000, dirigiu o Coritiba até setembro.
Dirigiu a Matonense no Campeonato Paulista de 2002.
Em fevereiro de 2006, trocou o Cene pelo Marília. Em junho do mesmo ano chegou ao Vitória, onde dirigiu o clube na Série C, ficando até o início de agosto. Ao todo, em todas suas passagens, dirigiu o Vitória em 83 jogos.
Em 2007, dirigindo o Imperatriz no Campeonato Maranhense e fez um bom trabalho no Campeonato Brasileiro da Série C.
Em 2008, dirigiu o Treze da Paraíba. No mesmo ano, dirigiu o Santa Cruz na Série C do Campeonato Brasileiro, onde foi demitido em 15 de julho.
Em 2009, dirigiu o Icasa no Campeonato Cearense, obtendo 3 vitórias, 2 empates e 8 derrotas e sendo demitido em 1 de abril.

Em setembro de 2015, assumiu o CRB para a série C.